# 坤卦

坤卦

坤卦，或簡稱坤，為八卦的其中一卦，畫做☷，代表地。並且同時是六十四卦的第二卦，上下卦都是八卦之中的坤卦，也就是☷，都代表地，所以坤卦就畫成䷁。為方便記住卦象，因此有個名叫坤為地。

## 卦辭
元，亨，利牝馬之貞。 君子有攸往，先迷后得主，利西南得朋，東北喪朋。 安貞，吉。
彖曰：至哉坤元，萬物資生，乃順承天。 坤厚載物，德合無疆。 含弘光大，品物咸亨。 牝馬地類，行地無疆，柔順利貞。 君子攸行，先迷失道，后順得常。 西南得朋，乃與類行﹔東北喪朋，乃終有慶。安貞之吉，應地無疆。
象曰：地勢坤，君子以厚德載物。

## 爻辭
初六：履霜，堅冰至。
六二：直，方，大，不習無不利。
六三：含章可貞。 或從王事，無成有終。
六四：括囊﹔無咎，無譽。
六五：黃裳，元吉。
上六：龍戰于野，其血玄黃。
用六：利永貞。

### 用六
用六就是全部六爻都變(成錯卦)，算作一爻。只有乾卦與坤卦先至會有用九與用六的特別解釋。